# Alejandro Watson Hutton

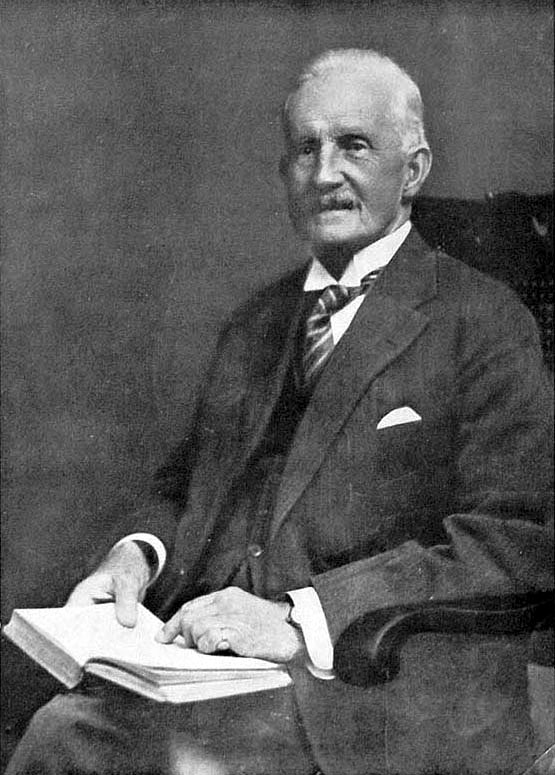
Alejandro Watson Hutton, fundador do Buenos Aires English High School e pai do futebol argentino.

Alejandro Watson Hutton (Escócia, 10 de junho de 1853 — Buenos Aires, 9 de março de 1936), nascido como Alexander Watson Hutton foi um desportista e educador escocês, considerado pai do futebol argentino. Em 1893 foi o fundador e primeiro presidente da Argentine Association Football League, antecessora histórica da Asociación del Fútbol Argentino, continuadora daquela, e organizador esse ano do primeiro campeonato da liga argentina, o mais antigo do mundo, logo depois do inglês. Foi também fundador do English High School e do clube vinculado Alumni, o mais ganhador do amadorismo.